# آنتونی کاواناگ
آنتونی کاواناگ (انگلیسی: Anthony Kavanagh متولد ۲۶ سپتامبر ۱۹۶۹ در گرینفیلد پارک کبک کانادا) او استندآپ کمدی، بازیگر، خواننده و مجری تلویزیون هائیتی کانادایی است. بعد از یک استندآپ کمدی موفق به زبان فرانسوی در کبک، او یک ستاره بزرگ در برزیل شد، او به عنوان Salamaleik شناخته شده است.
- ۲۰۱۶: موانا (فیلم)
- ۲۰۱۰: شاهدخت و قورباغه
- ۲۰۰۸: ماداگاسکار: فرار به آفریقا
- ۲۰۰۵: ماداگاسکار (فیلم ۲۰۰۵)
- ۱۹۹۸: مولان (فیلم ۱۹۹۸)